# Dillenia talaudensis
Dillenia talaudensis är en tvåhjärtbladig växtart som beskrevs av Hoogl. Dillenia talaudensis ingår i släktet Dillenia och familjen Dilleniaceae. Inga underarter finns listade i Catalogue of Life.